# 아나 블로크
아나 키르스티네 블로크(덴마크어: Anna Kirstine Bloch, 결혼 이전의 성(姓): 리네만(Lindemann), 1868년 2월 2일 ~ 1953년 11월 25일)는 덴마크의 연극 배우이다.
1885년부터 1918년까지 덴마크 왕립극장 소속 배우로 활동했으며 1887년에는 덴마크 왕립극장 소속 배우로 활동했던 빌리암 블로크(William Bloch)와 결혼했다. 1910년에는 덴마크 정부로부터 과학 예술 훈장을 받았다.